# Léon Fallue
Léon Fallue (28 novembre 1795 à Caen - 9 mai 1868 à Épinay-sur-Seine) est un historien français.

## Biographie
Il est membre de la Société nationale académique de Cherbourg en 1841, de l'Académie des sciences, belles-lettres et arts de Rouen en 1844, de la Société havraise d'études diverses en 1855, et de l'Académie des sciences, arts et belles-lettres de Caen en 1864.
La Société libre d'émulation de la Seine-Inférieure lui décerne une médaille d'or en 1851.

## Publications
- Histoire de la ville et de l'abbaye de Fécamp, Rouen, Nicétas Périaux, 1841
- Histoire politique et religieuse de l'église métropolitaine et du diocèse de Rouen, Rouen, Lebrument, 1850-1851
- Histoire du château de Radepont et de l’abbaye de Fontaine-Guérard, A. Péron, 1851, 107 p.
- Annales de la Gaule avant et pendant la domination romaine, Paris, Durand, 1864
- La Marquise d'Épinay et ses relations dans la vallée de Montmorency avec la société philosophique du XVIIIe siècle, Paris, Durand, 1866
- Études archéologiques sur L'histoire de Jules César par l'empereur Napoléon III, et sur la carte officielle des Gaules, Paris, A. Durand, 1867